# Megatons to Megawatts
Megatons to Megawatts ist die gebräuchliche Bezeichnung für das Agreement between the Government of the Russian Federation and the Government of the United States of America Concerning the Disposition of Highly-Enriched Uranium Extracted from Nuclear Weapons.
Im Rahmen des Vertrages vermischte Russland in den Jahren 1993 und 2013 insgesamt 500 Tonnen hochangereichertes Uran (HAU) aus etwa 20.000 Atomsprengköpfen mit Uran und verkaufte das Gemisch, schwach angereichertes Uran, an die Vereinigten Staaten. Dort wurde es zu Brennstäben verarbeitet und zur Energieerzeugung in amerikanischen Atomkraftwerken eingesetzt.
Russland erhielt insgesamt 17 Milliarden US-Dollar; es benötigte damals dringend Devisen.
Die USA förderten damit die Abrüstung nach dem Ende des Kalten Krieges und dem Zerfall der Sowjetunion; außerdem gab es damals Befürchtungen, dass kriminelle oder terroristische Organisationen die zeitweise krisenhaften Situationen in einigen Nachfolgestaaten der Sowjetunion dazu nutzen könnten, HAU in ihren Besitz zu bringen. Zeitweise wurde etwa 10 % des in den USA erzeugten Stroms mit Uran aus dem 'Megatons-to-Megawatts'-Abkommen erzeugt.
Als Vater des Abkommens gilt der Physiker Thomas Lee Neff vom Massachusetts Institute of Technology, der seine Idee eines Ankaufs zwecks Energiegewinnung im Oktober 1991 in einem Artikel in der New York Times der Öffentlichkeit vorstellte.